# Nemestrinus incertus
Nemestrinus incertus är en tvåvingeart som beskrevs av Mikhail B. Mostovski och Martinez-delclos 2000. Nemestrinus incertus ingår i släktet Nemestrinus och familjen Nemestrinidae. Inga underarter finns listade i Catalogue of Life.